# Lâu đài Brodnica
Lâu đài Brodnica - một lâu đài được xây dựng kiên cố ở Brodnica.

## Mô tả
Lâu đài được xây dựng theo hình vuông. Bốn cánh của lâu đài bao quanh sân trung tâm. Một tòa tháp cao 54m cung cấp một lối vào tầng hai của lâu đài. Trong các góc của lâu đài là những tòa tháp nhỏ nhìn ra từ hình vuông của lâu đài. Các tầng hầm trong lâu đài được sử dụng làm phòng tiện ích. Các phòng ngầm thực hiện các chức năng khác nhau: nhà nguyện, nhà kính, nhà chương, bệnh xá, phòng chỉ huy và các phòng chuyên biệt khác. Các lối vào dẫn đến phòng trưng bày xung quanh sân. Tầng thứ hai bao gồm từ một bên của các sân kho và một kho thóc, và một cổng phòng thủ bổ sung trong các bức tường lâu đài. Bên cạnh tòa tháp chính có một cổng mà lối vào được cung cấp bởi một cây cầu cũ. Đó là một phần quan trọng trong tổ hợp phòng thủ của lâu đài. Pháo đài trước lâu đài được đặt giữa thị trấn và lâu đài.

## Lịch sử

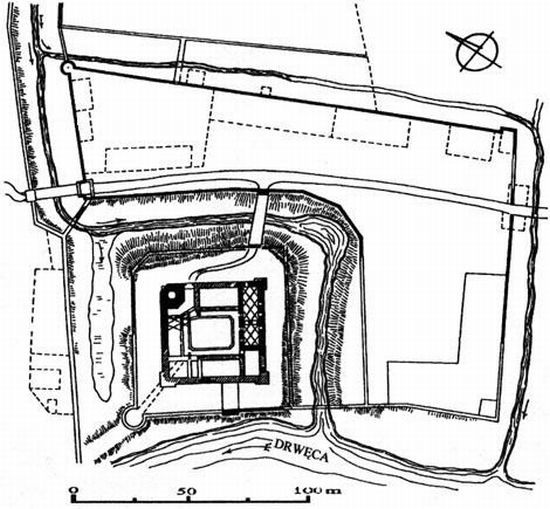
Sơ đồ của lâu đài Brodnica

Việc xây dựng lâu đài Teutonic ở Brodnica bắt đầu vào thế kỷ thứ XIV, mất gần cả thế kỷ để hoàn thành. Năm 1466, quần thể lâu đài trở thành một phần của Vương quốc Ba Lan. Sau một vụ hỏa hoạn vào năm 1550, việc xây dựng lại lâu đài đã được thực hiện bởi Starosta Rafał Działyński. Trong cuộc chiến tranh Thụy Điển-Ba Lan, lâu đài bắt đầu biến thành đống đổ nát. Năm 1785, vua Frederick II của Phổ đã ra lệnh tháo dỡ các tàn tích, nhưng lệnh của ông đã sớm bị Frederick Wilhelm IV ngăn chặn. Số phận của cung điện Anna Wazówna đã bị phong ấn bởi một vụ hỏa hoạn vào năm 1945.
Cung điện được phục hồi vào những năm 1960. Hiện tại, lâu đài có một bảo tàng, và cung điện là một thư viện.

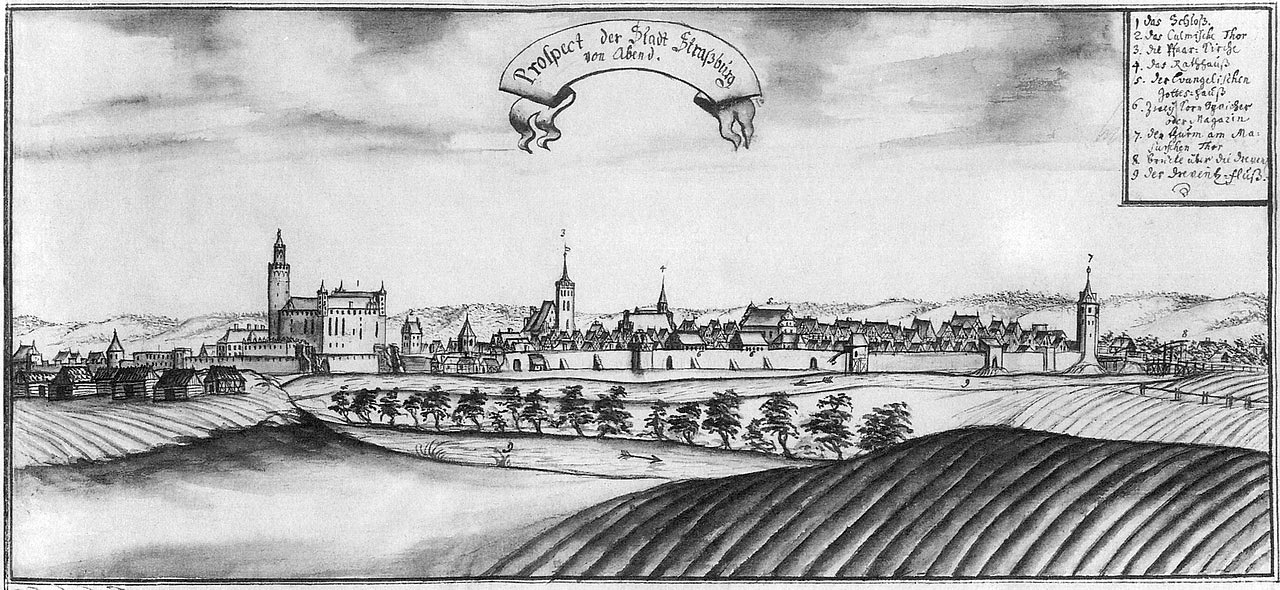
Brodnica trong thời gian 1738-1745, với tầm nhìn ra lâu đài. Vẽ bởi Friedrich Steiner